# Phylloneta sisyphia
Phylloneta sisyphia là một loài nhện trong họ Theridiidae, phân bố ở Hà Lan và Bỉ.
Loài nhện này phân bố ở Tân bắc giới. Nhện mẹ chăm sóc con bằng thức ăn bắt được. Nhện mẹ mang túi trứng theo mình. Loài này xây tổ là một mớ mạng nhện lộn xộn giữa lá cây và bụi, con nhện ẩn gần tâm mạng nhện.

## Phân loài
- Phylloneta sisyphia foliifera Tord Tamerlan Teodor Thorell, 1875
- Phylloneta sisyphia torandae Embrik Strand, 1917

## Hình ảnh

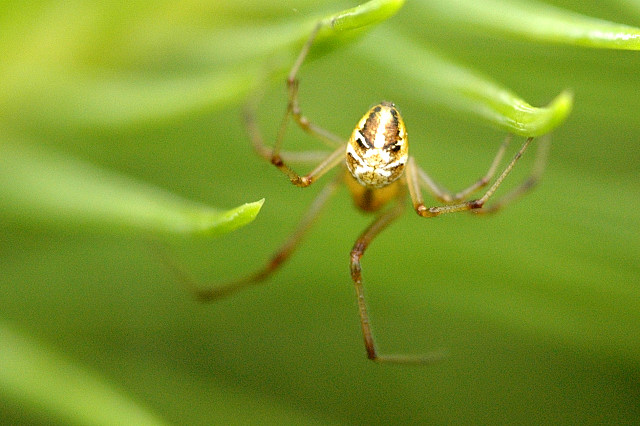
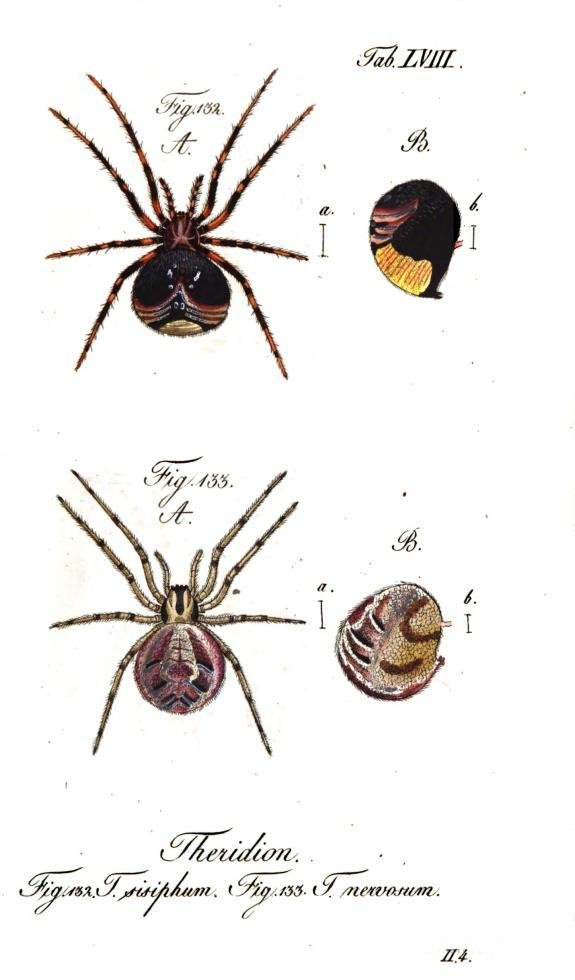
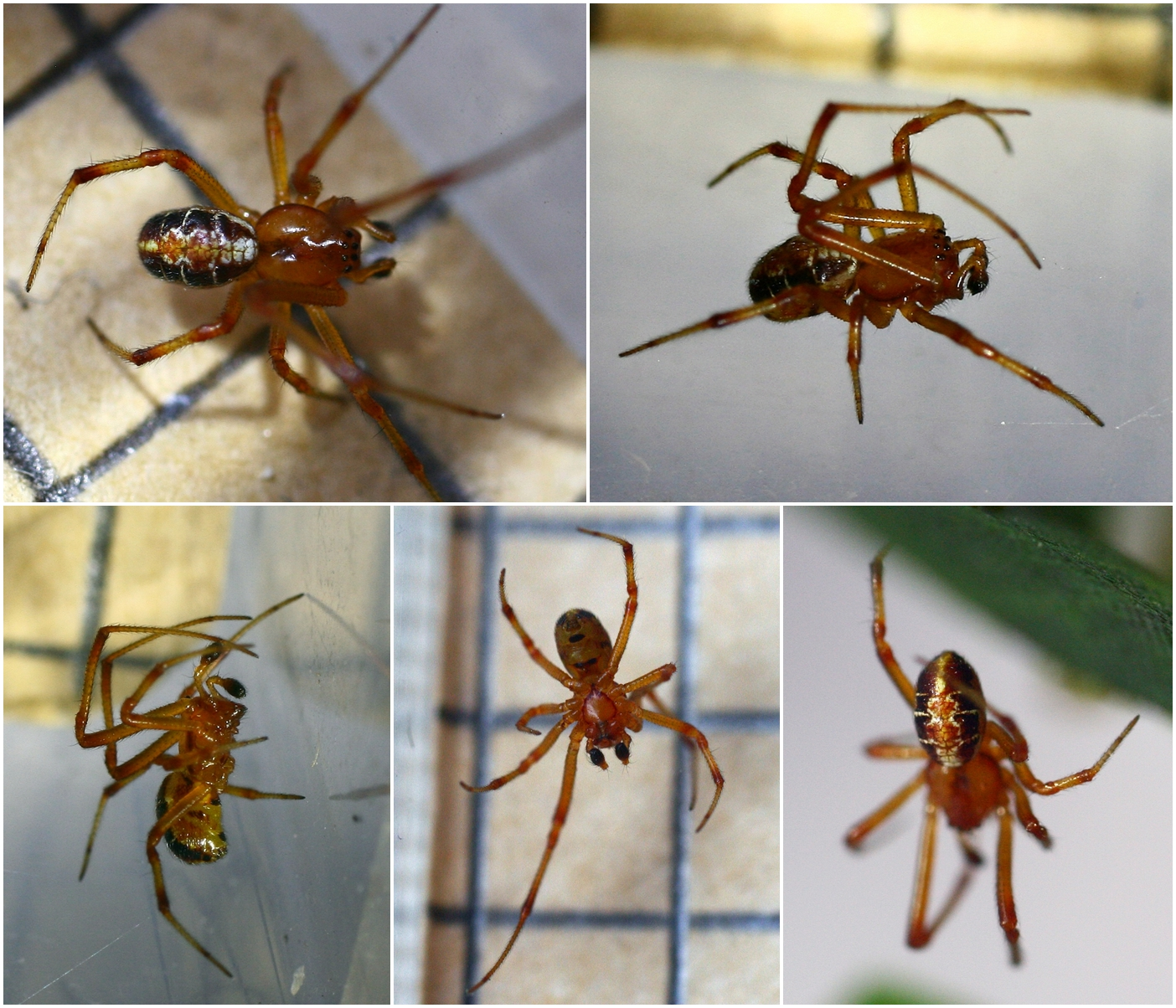
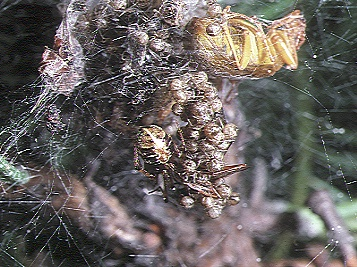
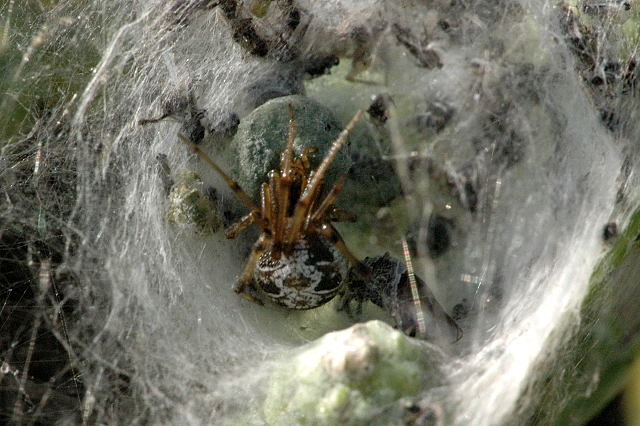